# Jill Biden
Pour les articles homonymes, voir Biden (homonymie).
Jill Biden, née Jill Tracy Jacobs le 3 juin 1951 à Hammonton (New Jersey), est une enseignante américaine et l’épouse de Joe Biden, 46e président des États-Unis. Deuxième dame des États-Unis de 2009 à 2017, elle en est la Première dame de 2021 à 2025.

## Biographie

### Jeunesse
Jill Tracy Jacobs est née le 3 juin 1951 à Hammonton, dans le New Jersey. Après plusieurs déménagements, alors qu'elle est très jeune, elle grandit à Willow Grove en Pennsylvanie. Son père, Donald C. Jacobs (né en 1927 et mort en 1999), était un employé de banque qui devint directeur d'une caisse d'épargne (en anglais : savings and loan) à Chestnut Hill. Son nom de famille était à l'origine Giacoppo, mal orthographié en Giacoppa au registre américain avant que son grand-père sicilien ne le change et qu'il soit anglicisé en Jacobs. Sa mère, Bonny Jean Jacobs (née vers 1930 et morte en 2008), d'origine anglaise et écossaise était femme au foyer. Elle a quatre sœurs cadettes.

### Études
Jill Jacobs obtient l'équivalent du baccalauréat français à la Upper Moreland High School en 1969 puis s'inscrit dans une université de Pennsylvanie, où elle commence des études de commerce des articles de mode, qu'elle n'achève pas. Elle se marie et s'inscrit à l’université du Delaware avec son époux, où elle étudie l'anglais comme matière principale. Son mariage se termine par un divorce après deux années seulement. Elle prend alors une année sabbatique. Elle fait, à cette époque, un peu de mannequinat pour une agence de Wilmington, mais n'envisage pas d'en faire une carrière,. Jacobs retourne ensuite à l'université, où elle rencontre pour la première fois Joe Biden en mars 1975,. Elle obtient son diplôme de bachelor of arts à l’université du Delaware et commence une carrière de professeur d'anglais dans une high school.

### Mariages et famille

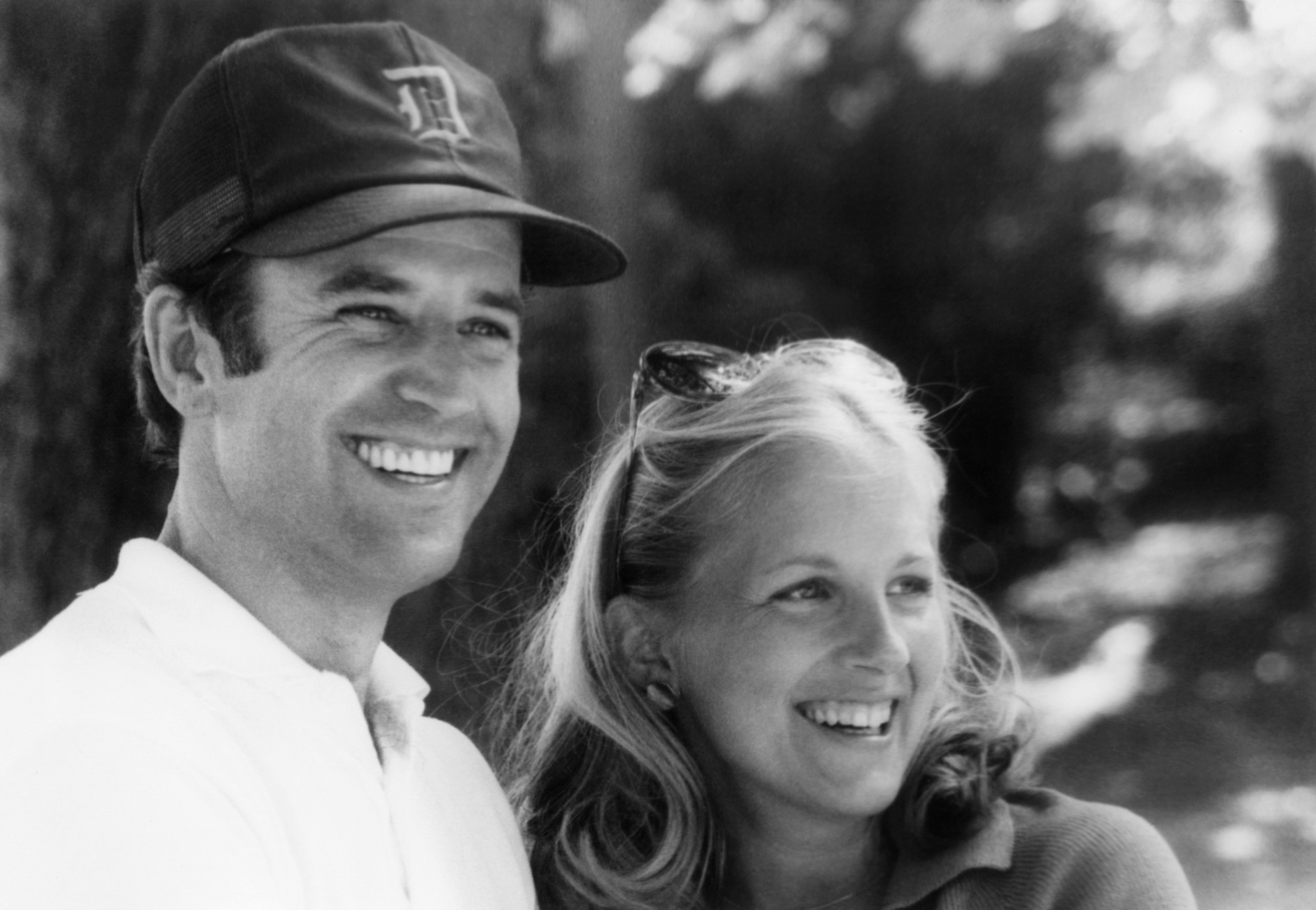
Jill et Joe Biden (vers 1975).

D'abord mariée à Bill Stevenson de 1970 à 1975, Jill Jacobs rencontre Joe Biden en 1975 et tous deux se marient le 17 juin 1977 à la chapelle des Nations unies à New York, cinq ans après que Joe Biden a perdu sa femme Neilia Hunter et sa fille Naomi Christina Biden dans un accident de voiture,,. Le couple a alors la charge de l'éducation des deux jeunes fils de Joe Biden, Beau et Hunter, qui ont survécu à l'accident. Jill continue sa carrière d'enseignante et obtient un master en sciences de l'éducation à l'université de West Chester en 1981,,. Elle met au monde une fille, Ashley Blazer, le 8 juin 1981. La famille vit alors à Wilmington dans le Delaware. Jill Biden cesse son activité professionnelle pendant deux années pour s'occuper de leurs trois enfants.

### Carrière de professeure

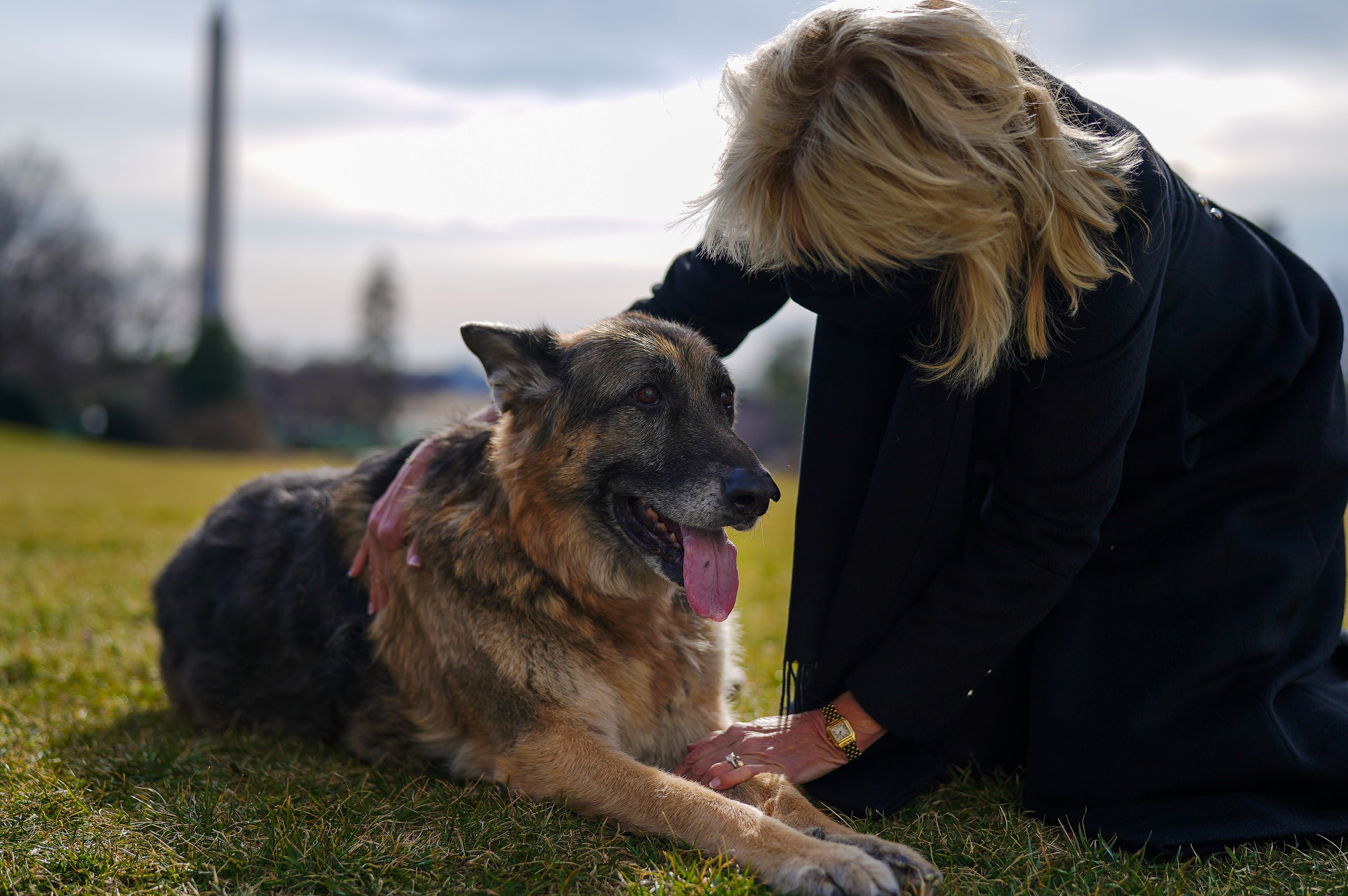
Jill Biden et son chien Champ dans le jardin de la Maison-Blanche (2021).

Jill Biden reprend ensuite sa carrière de professeure d'anglais, spécialiste de l'apprentissage de la lecture, et enseigne l'histoire pour des élèves souffrant de troubles émotionnels. Elle est également enseignante au sein du programme pour adolescents du Rockford Center, un hôpital psychiatrique, pendant cinq années,. En 1987, elle obtient une maîtrise en arts en anglais de l'université Villanova,. Lors de la campagne de son mari pour l'élection présidentielle de 1988, elle affirme qu'elle continuera son travail d'enseignante pour les élèves souffrant de troubles émotionnels, même si elle devait devenir la Première dame des États-Unis. Elle a alors déjà passé 13 ans à enseigner dans des high schools (équivalent des lycées), dont trois années à la Claymont High School dans le Delaware.
Elle préside la Biden Breast Health Initiative, fondée en 1993, une organisation à but non lucratif pour le dépistage du cancer du sein,. Elle est également engagée dans l'association Book Buddies, qui fournit des livres aux enfants de condition modeste et la Delaware Boots on the Ground, qui soutient les familles de militaires.
Elle reprend des études sous son nom de jeune fille, Jill Jacobs et obtient un doctorat en sciences de l'éducation de l' University of Delaware en 2007,. Sa thèse, intitulée Student Retention at the Community College: Meeting Students' Needs a été publiée sous le nom de Jill Jacobs-Biden.

### Deuxième dame des États-Unis
En 2008, Barack Obama est élu président et Joe Biden vice-président en tant que colistier. En tant qu'épouse de Joe, Jill Biden est Deuxième dame des États-Unis pendant huit ans, de 2009 à 2017. En parallèle, elle continue d'enseigner au collège communautaire de Virginie du Nord (une université), comme elle poursuit son engagement en faveur des enfants défavorisés et des familles de militaires. En 2012 sort son livre Don’t forget, God bless our troops (éd. Simon & Schuster), qui s'inspire de l'histoire de Nathalie, la petite-fille de Joe Biden, dont le père Beau Biden, militaire et homme politique, se voit diagnostiquer un cancer au retour de la guerre d'Irak et dont il meurt en 2015. Obama et Biden sont réélus en 2012.

En 2017, elle participe à la création de la fondation Biden, destinée à lutter contre les violences faites aux femmes et à soutenir les familles de militaires.

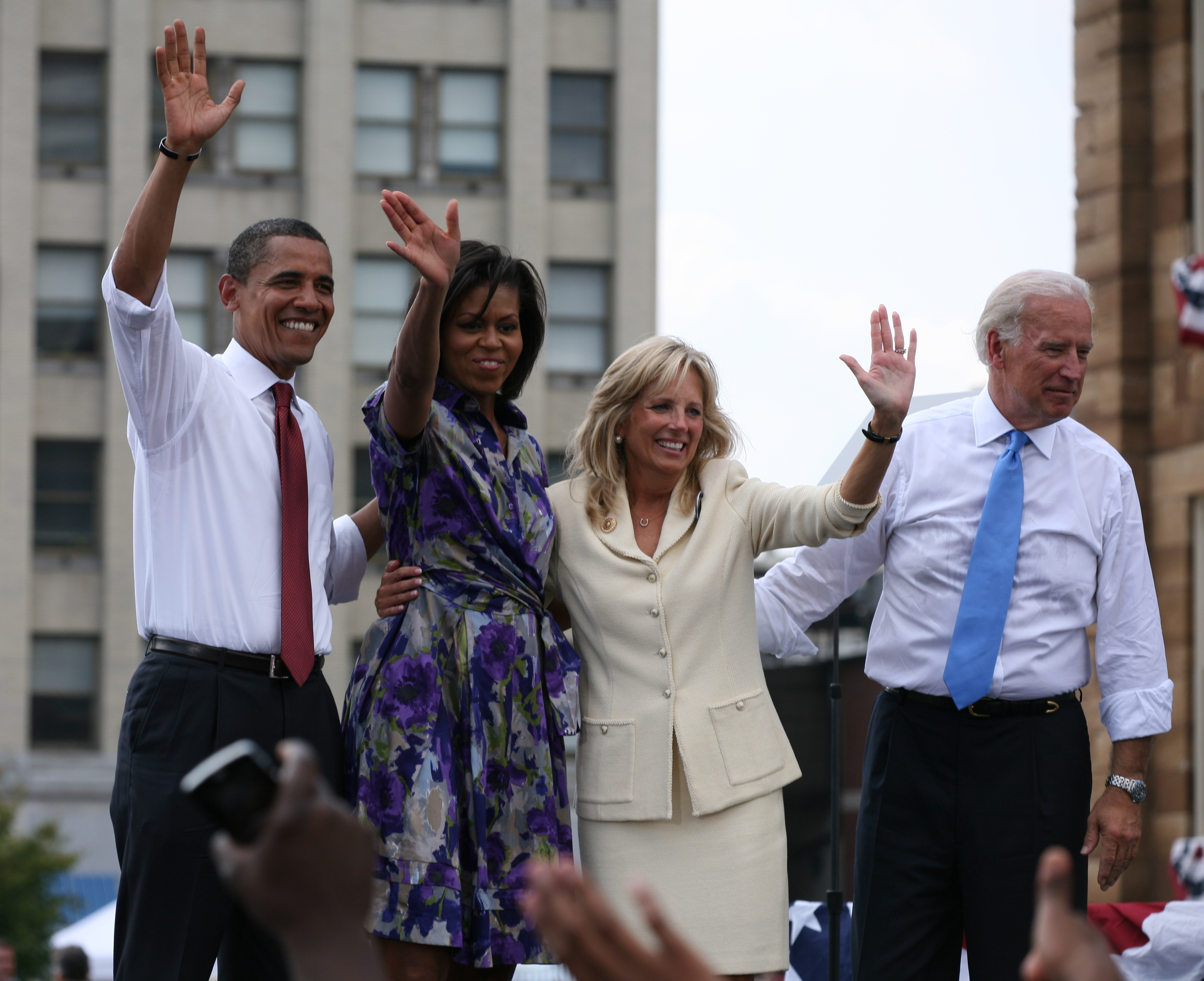
Les couples Obama et Biden en campagne, août 2008.
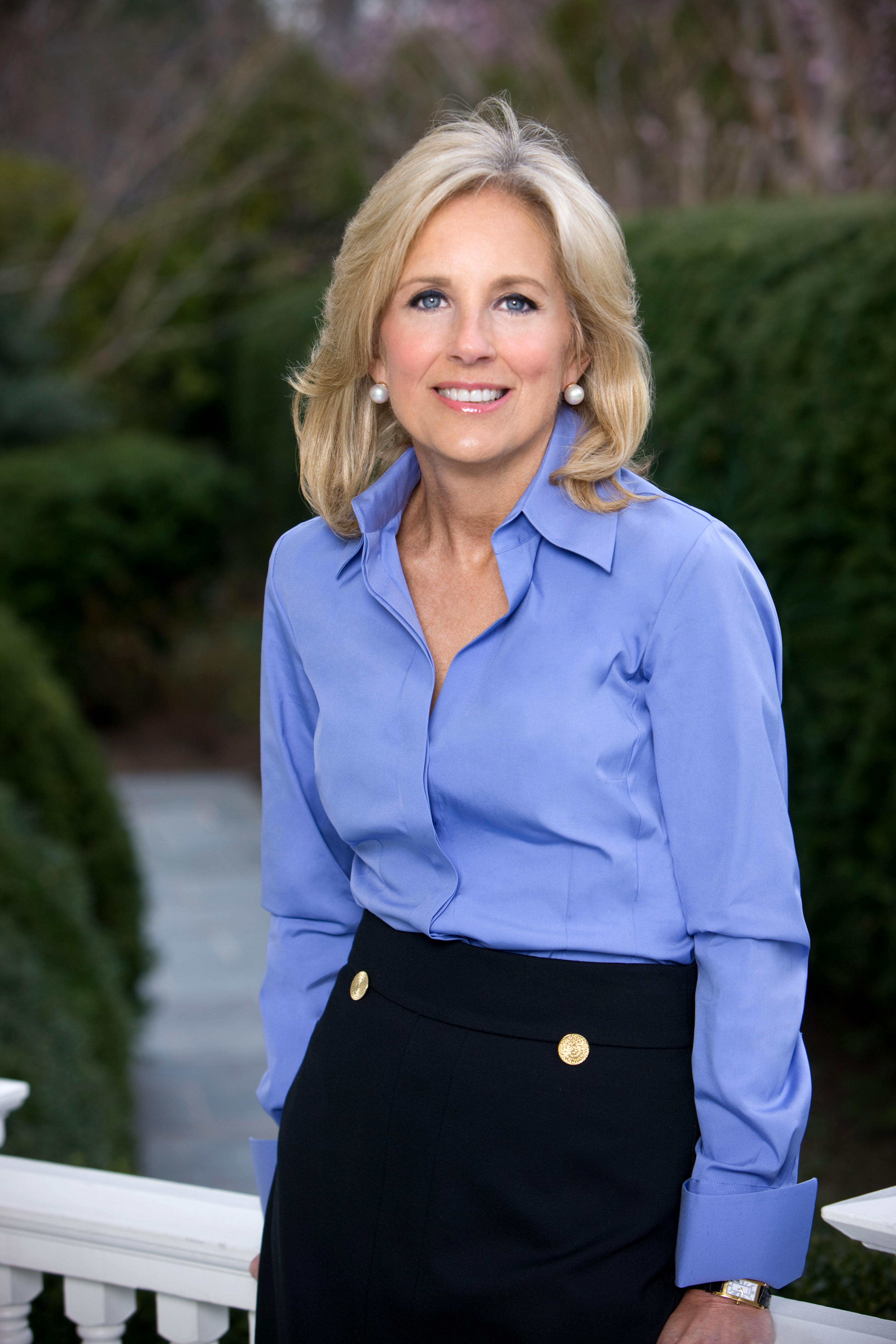
Premier portrait officiel.
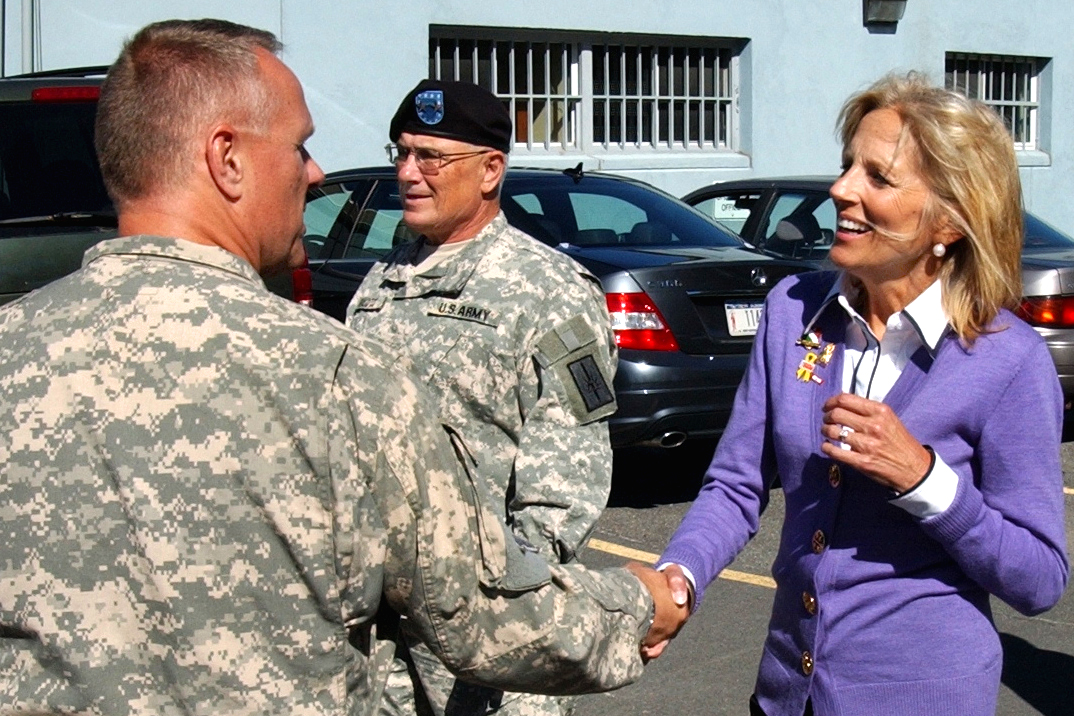
Jill Biden rencontrant des membres de la Garde nationale de New York en 2009.
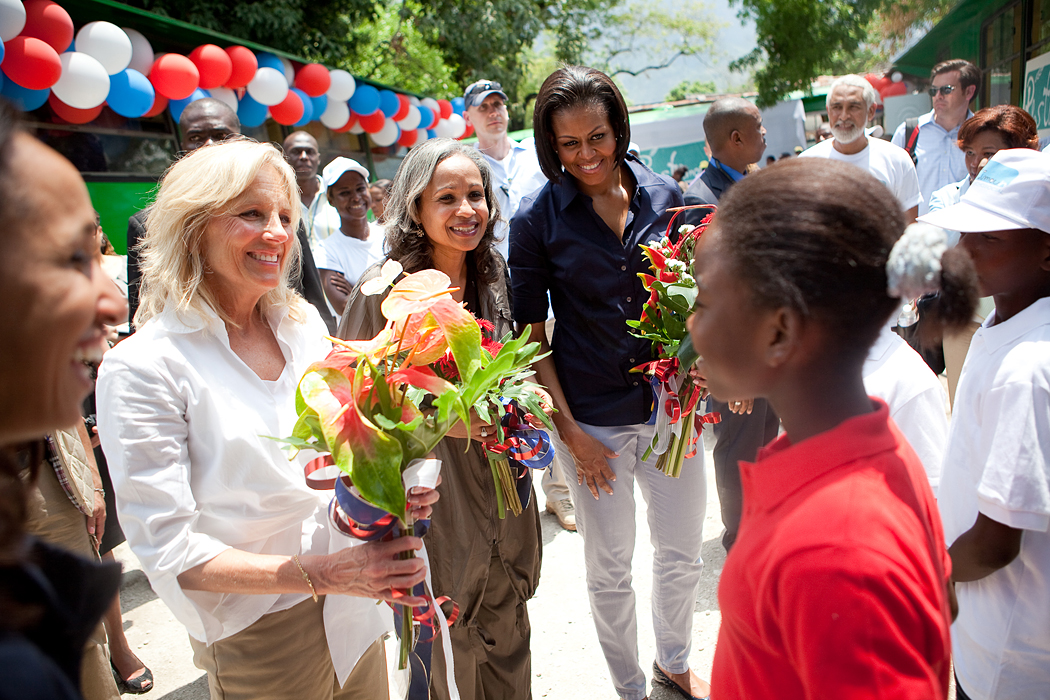
Jill Biden et Michelle Obama avec la Première dame haïtienne Élisabeth Delatour Préval (2010).
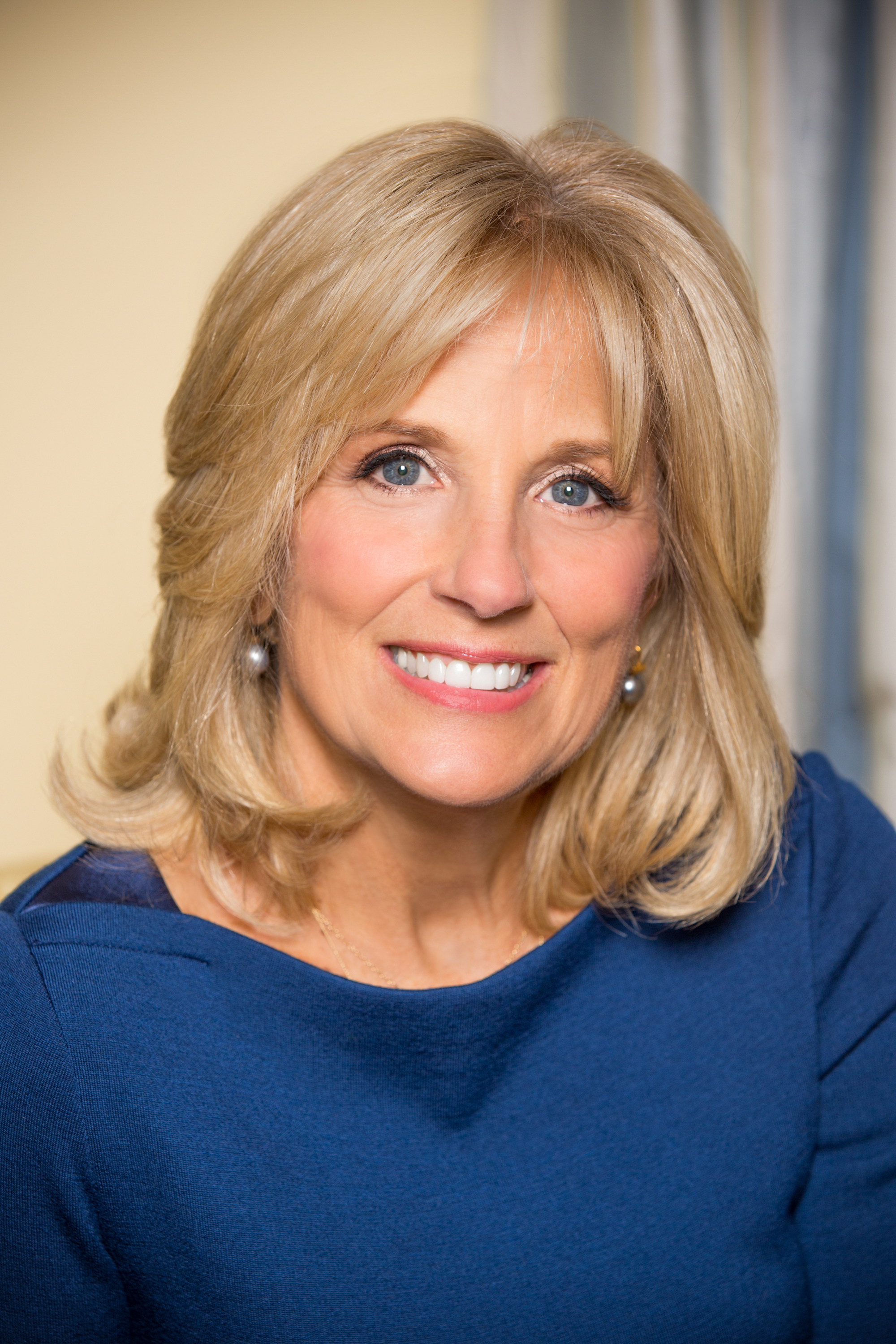
Second portrait officiel.
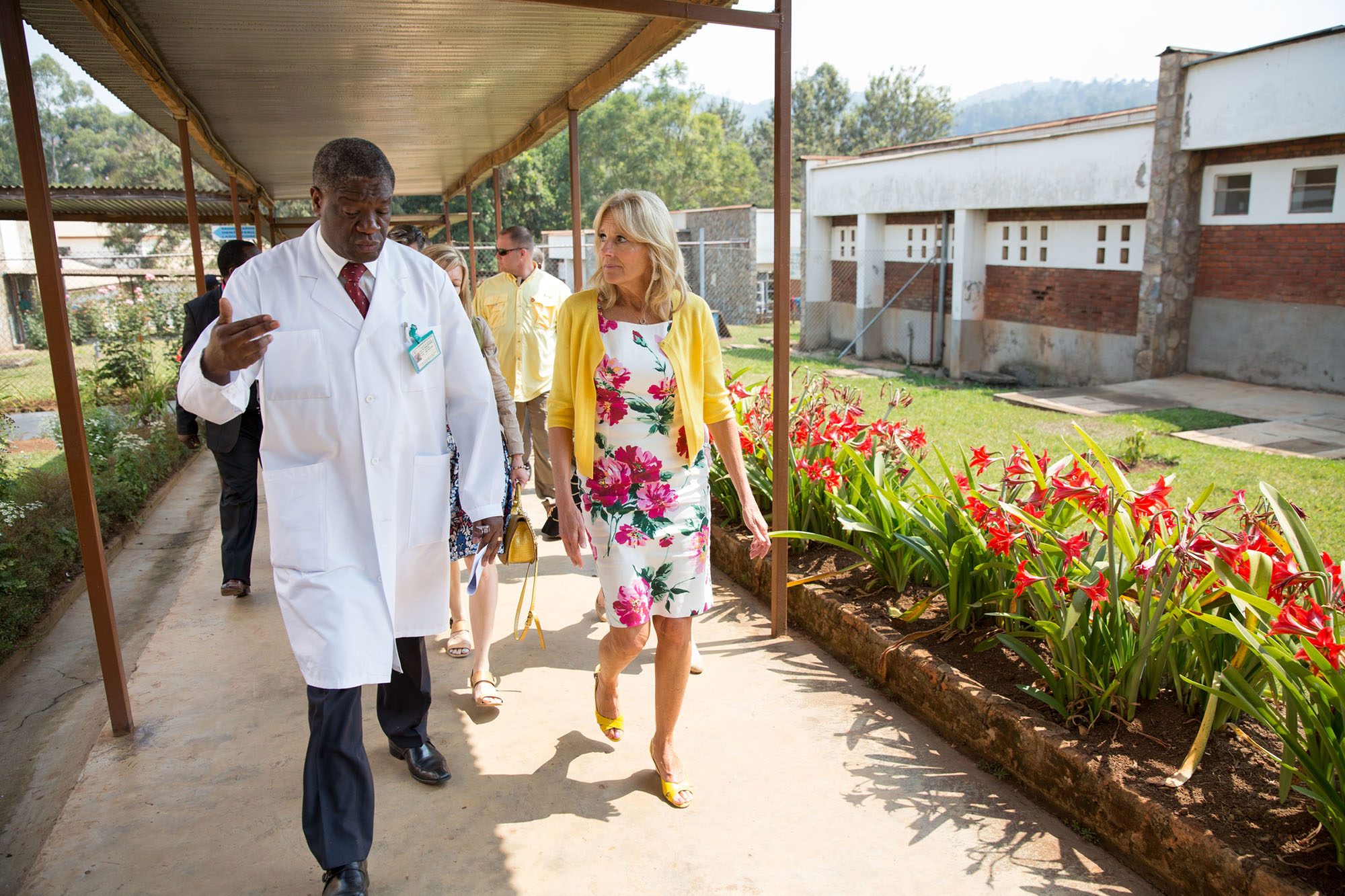
Rencontre avec le docteur congolais Denis Mukwege à Bukavu (Congo RD) en 2014.

### Campagne présidentielle de 2020

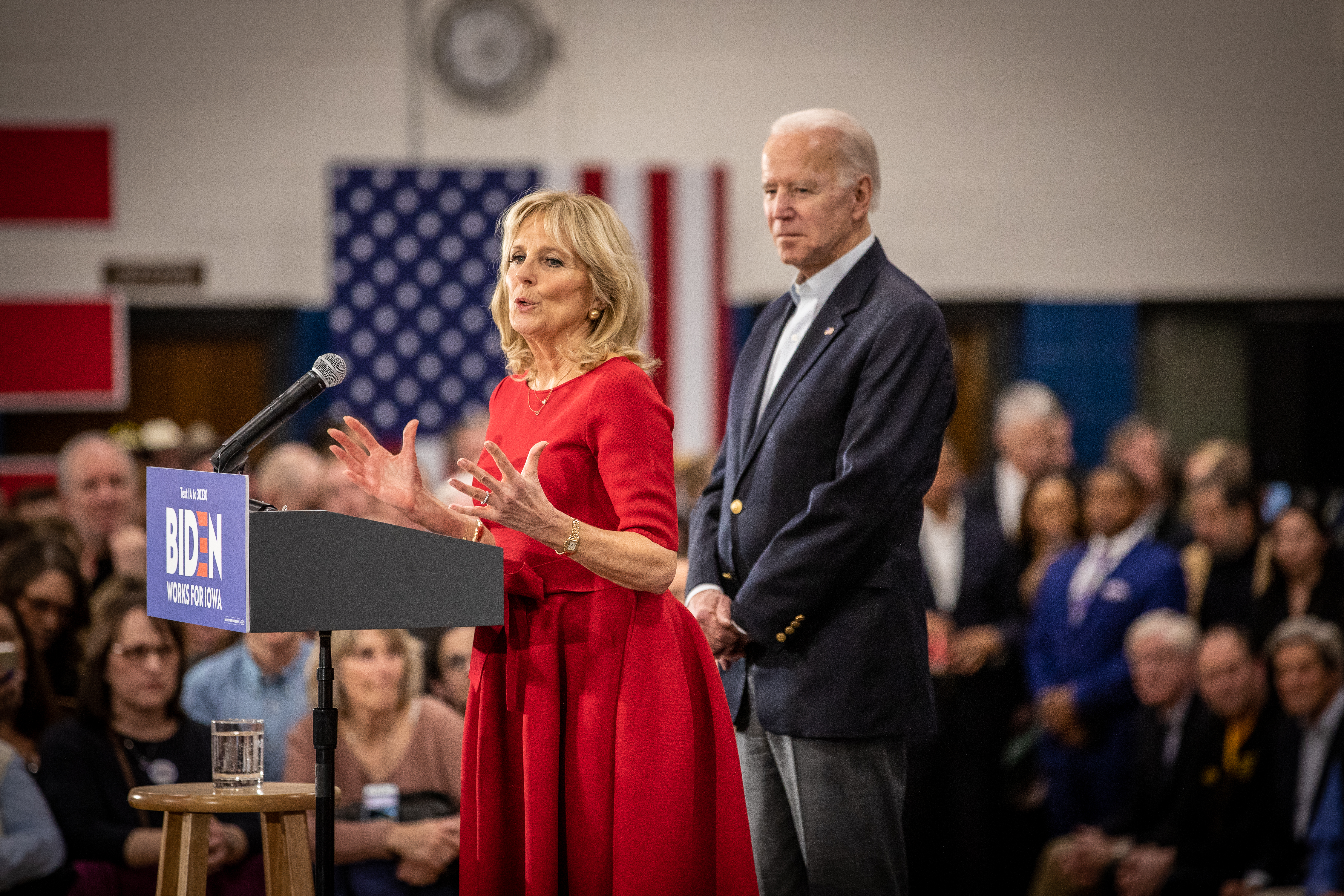
Jill et Joe Biden lors de la campagne présidentielle de 2020, le 2 février.

Jill Biden s'investit activement dans la campagne de son mari, candidat démocrate à l'élection présidentielle de 2020, à l'issue de laquelle il est élu président. Elle intervient notamment lors de la convention nationale démocrate, à l'issue de laquelle même le sénateur républicain Lindsey Graham, soutien du président sortant Donald Trump, salue « une personne remarquable ».

### Première dame des États-Unis

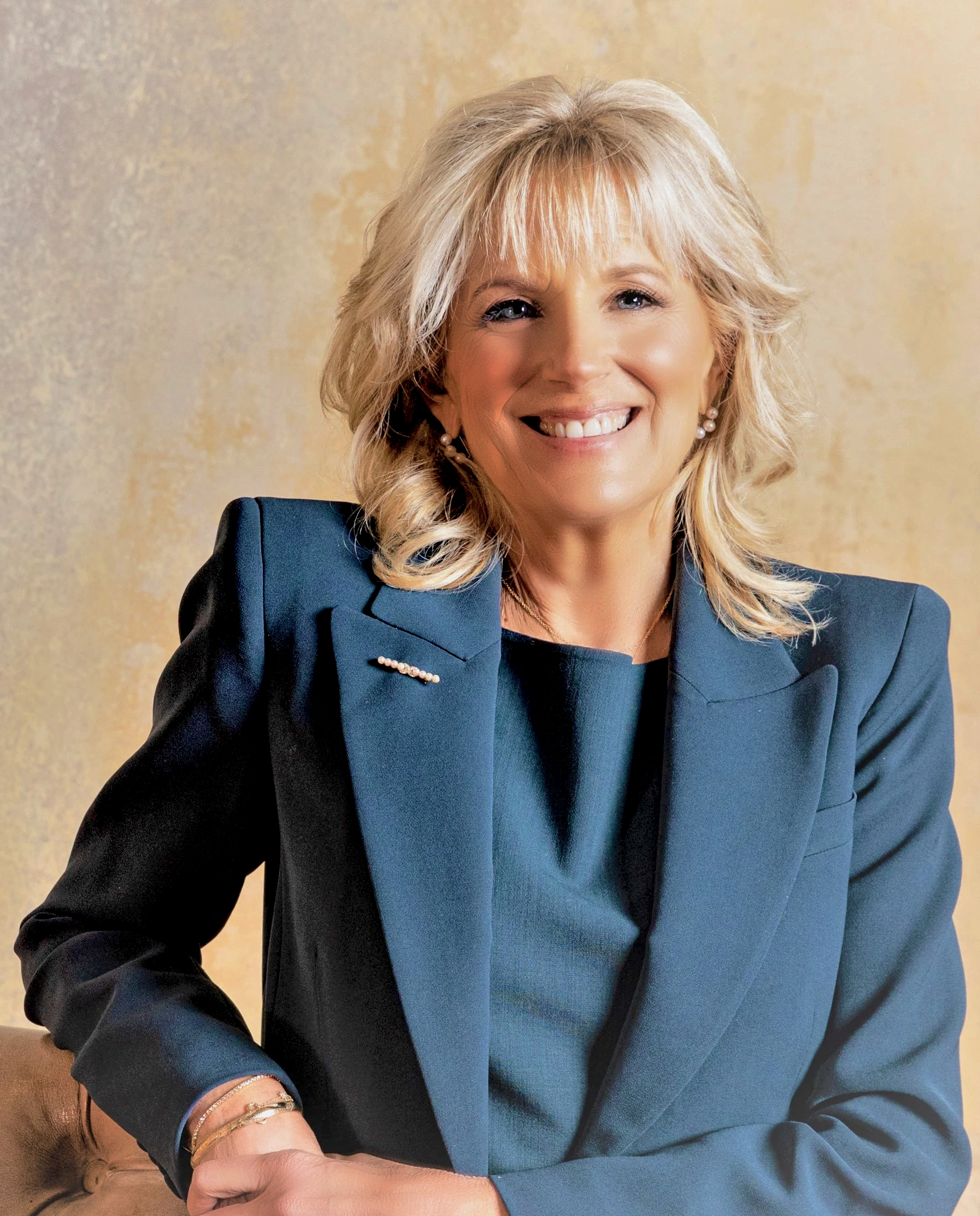
Portrait officiel de Jill Biden en 2021.

Jill Biden devient Première dame des États-Unis lors de la cérémonie d'investiture de son mari Joe comme 46e président des États-Unis le 20 janvier 2021, à Washington devant le Capitole, mais annonce son souhait de ne pas renoncer à son métier de professeure : « Enseigner n’est pas ce que je fais. C'est ce que je suis ». Si l'on excepte Hillary Clinton, devenue sénatrice tout à la fin de la présidence de son mari et ayant par conséquent une activité politique, Jill Biden devient la première First Lady de l'histoire américaine qui annonce continuer un temps de travailler en dehors de la Maison-Blanche.
À l'été 2021, elle est à la tête de la délégation américaine lors des Jeux olympiques d'été de Tokyo. À cette occasion, elle est reçue par l'empereur du Japon Naruhito. En 2024, lors des Jeux olympiques d'été de Paris, elle conduit de nouveau la délégation américaine à la cérémonie d'ouverture.
Dans le cadre de l'invasion de l'Ukraine par la Russie en 2022, elle se rend sur la base aérienne de l'OTAN de Constanța (Roumanie) pour rencontrer des militaires américains, puis à Bucarest pour s'entretenir avec des volontaires et des ONG engagés dans l'accueil des réfugiés ukrainiens.

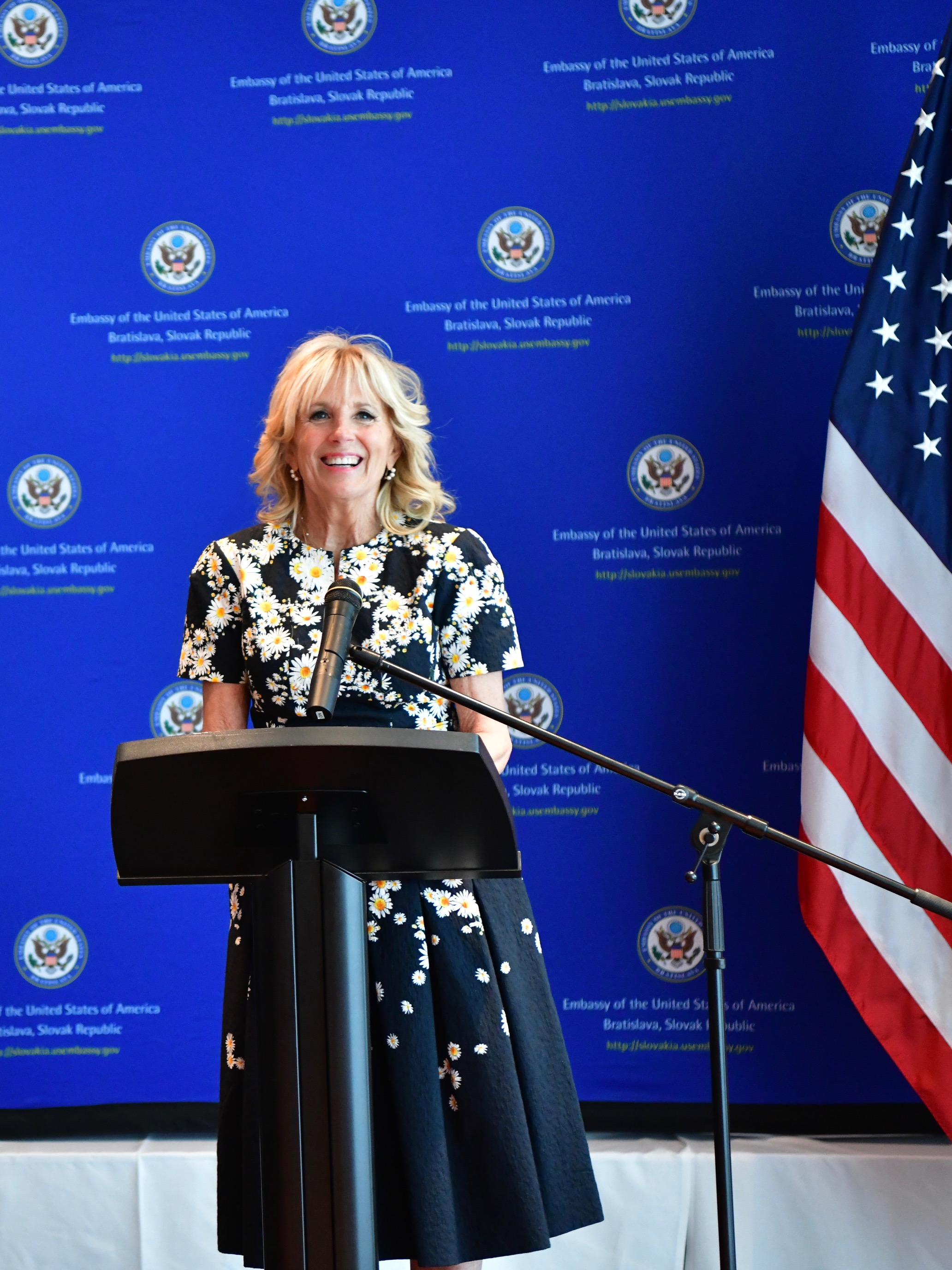
Jill Biden à l'ambassade américaine en Slovaquie,  mai 2022.
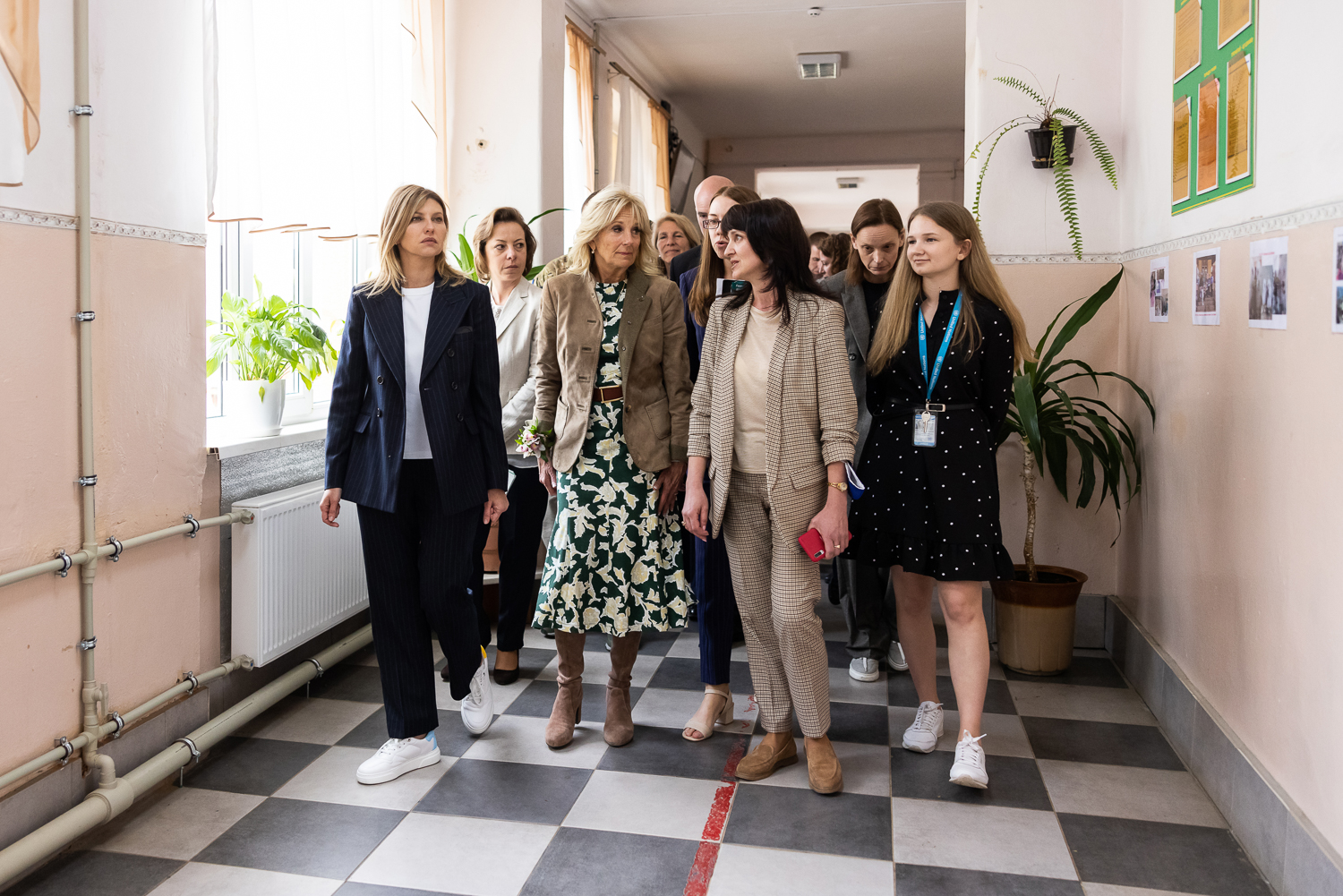
Jill Biden et la Première dame d'Ukraine Olena Zelenska lors d'une visite dans le pays victime de l'invasion russe, mai 2022.
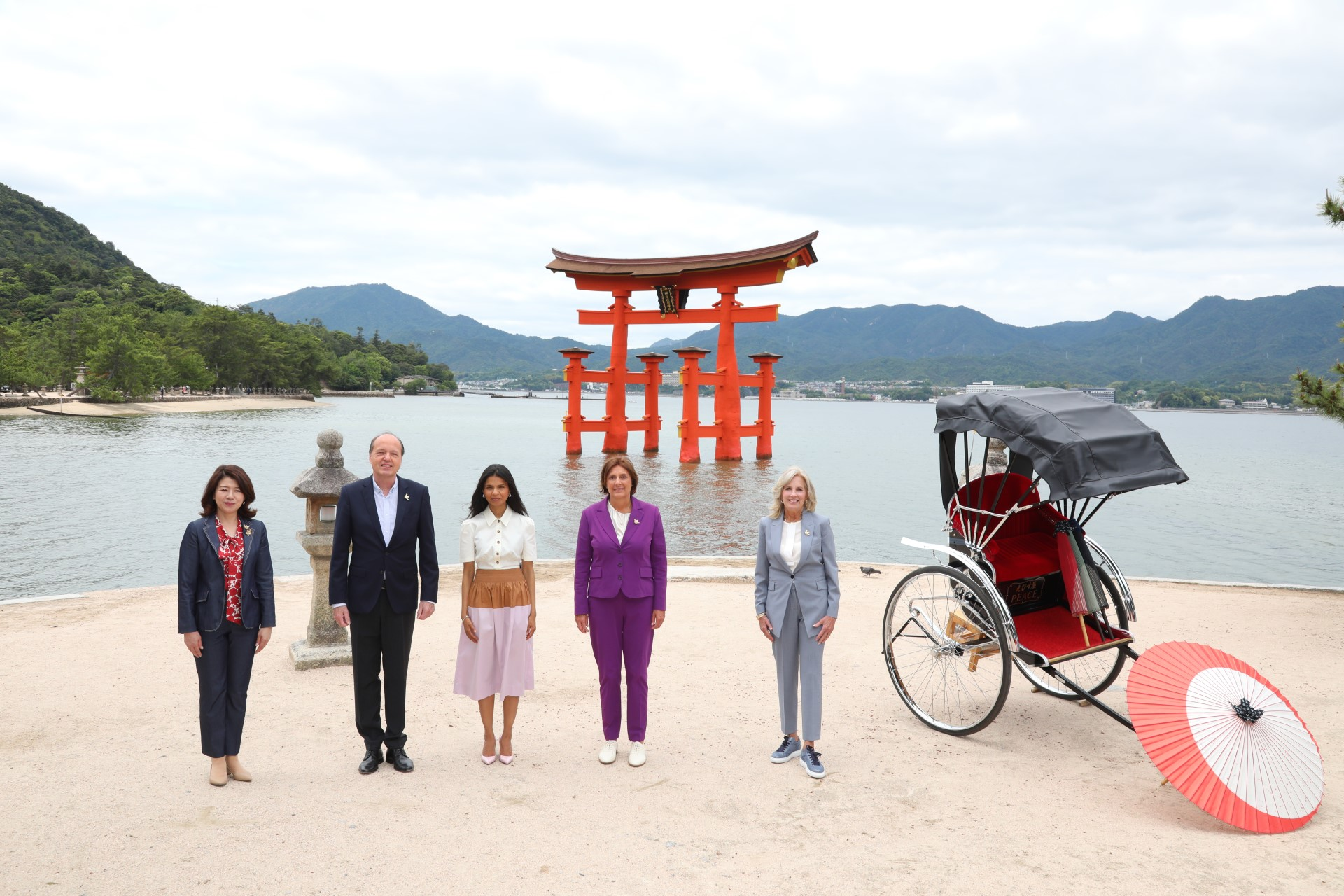
Jill Biden lors du sommet du G7 de 2023 au Japon.
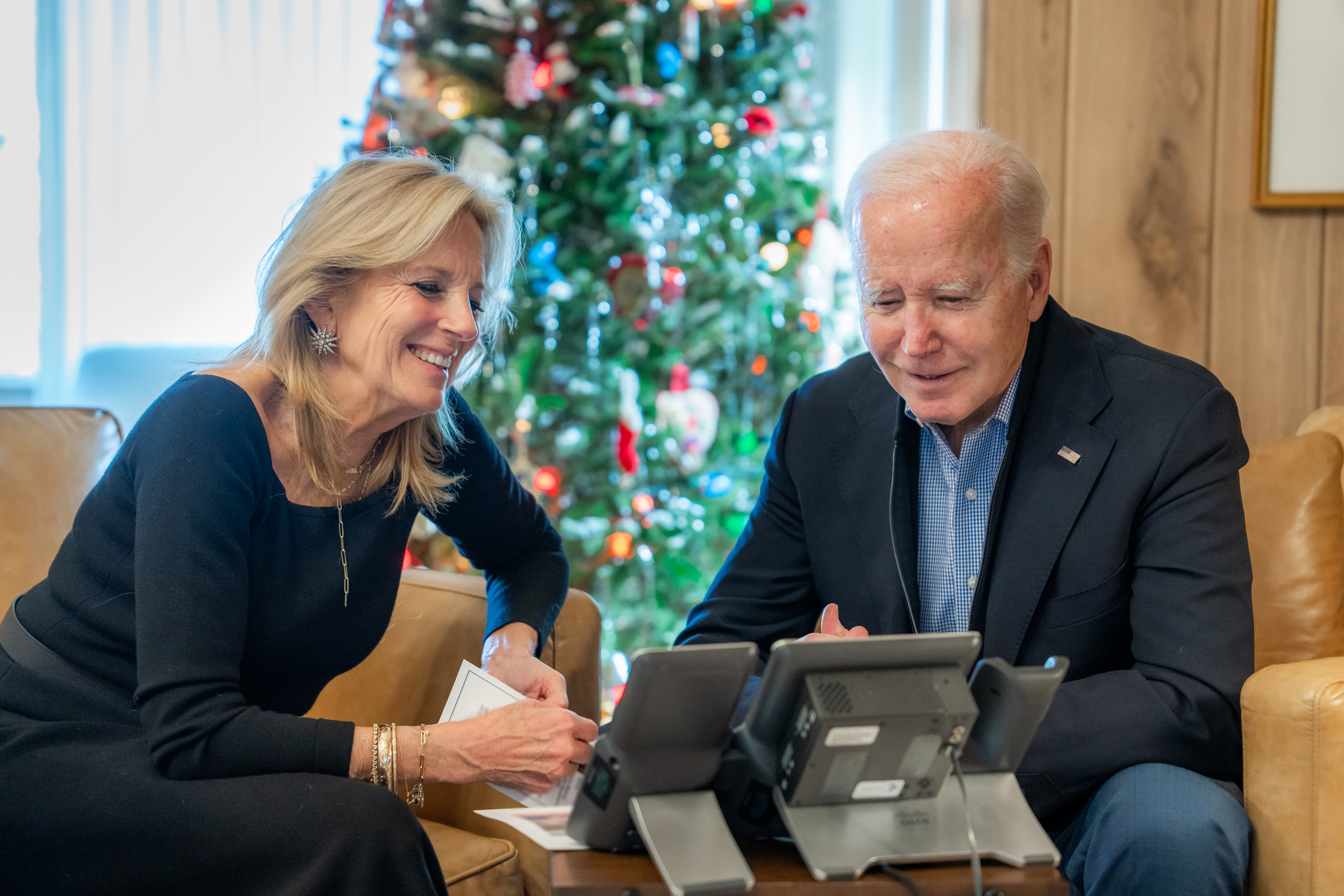
Jill Biden et son époux à Camp David, Noël 2023.
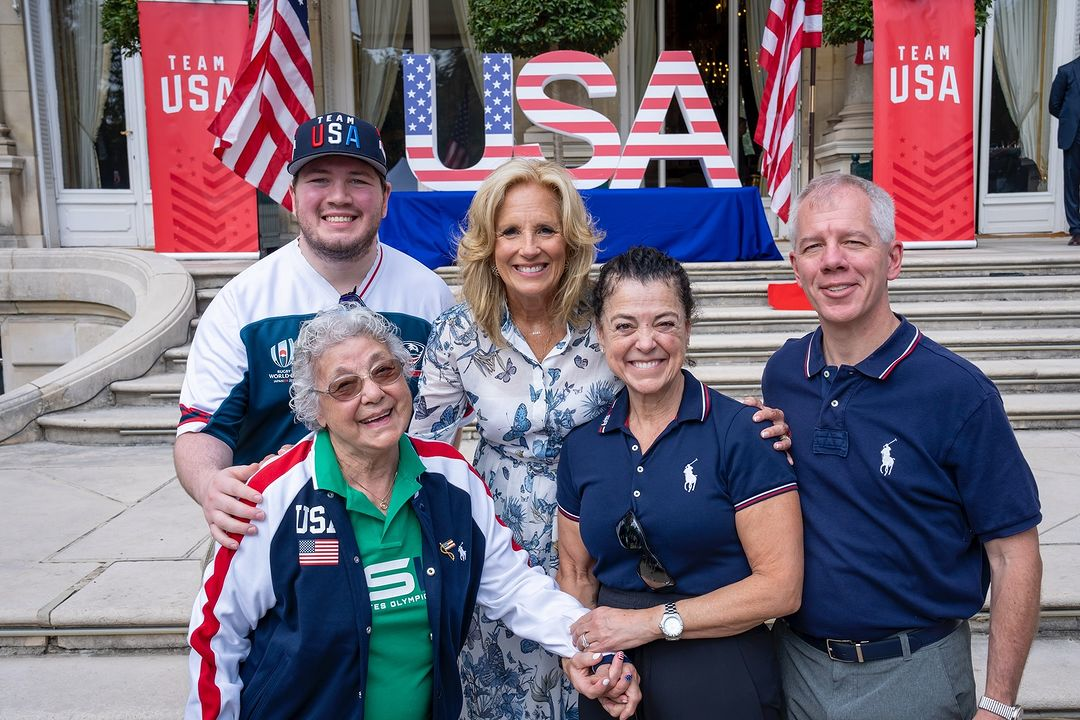
Jill Biden durant les Jeux olympique de 2024 à Paris.

## Dans la fiction
En 2010, Jill Biden joue son propre rôle dans la série American Wives (Army Wives), dans l'épisode 16 de la saison 4 : Sœurs ennemies (Mud, Sweats & Tears).